# Diachlorus varipes
Diachlorus varipes är en tvåvingeart som först beskrevs av Camillo Rondani 1848.  Diachlorus varipes ingår i släktet Diachlorus och familjen bromsar. Inga underarter finns listade i Catalogue of Life.